# Jessica Simpson
Jessica Ann Simpson (* 10. července 1980 Abilene, Texas, USA) je americká zpěvačka a herečka, která se stala známou i díky své vlastní reality show Newlyweds: Nick and Jessica, kterou vysílala MTV. Má mladší sestru rovněž úspěšnou zpěvačku a herečku Ashlee Simpsonovou.

## Cesta ke slávě
Svoji kariéru zahájila jako zpěvačka. V roce 1999 se na hudební scéně objevily dvě popové královny Britney Spearsová a Christina Aguilera, které sbíraly jedno ocenění za druhým, proto její nahrávací společnost doufala také v podobný úspěch. Ten přišel se singlem I Wanna Love You Forever, který se dostal až na třetí místo Billboard Hot 100.
Brzo na to vyšlo její debutové album Sweet Kisses a turné, které absolvovala s kapelou 98 Degrees. Jessica se později objevila i v jejich videoklipu k písni My Everything po boku Nicka Lacheye, se kterým později tvořila pár, ale rozešli se, jelikož se chtěla plně soustředit na svou kariéru.
Po teroristických útocích 11. září 2001, kdy ten den kapela 98 Degrees vystupovala právě v New Yorku, okamžitě volala Nickovi, zda je v pořádku a tato událost jejich vztah obnovila.
Album Sweet Kisses bylo úspěšné, ale prodalo se jej jen 2 miliony kusů, což v té době zdaleka nestačilo na Britney Spearsovou ani na Christinu Aguileru, bylo jasné, že na druhém albu musí nastat změna.
V roce 2001 vydala album Irresisteble společně se stejnojmenným singlem, který se stal prozatím nejúspěšnějším v její kariéře.

## Manželství a úspěch

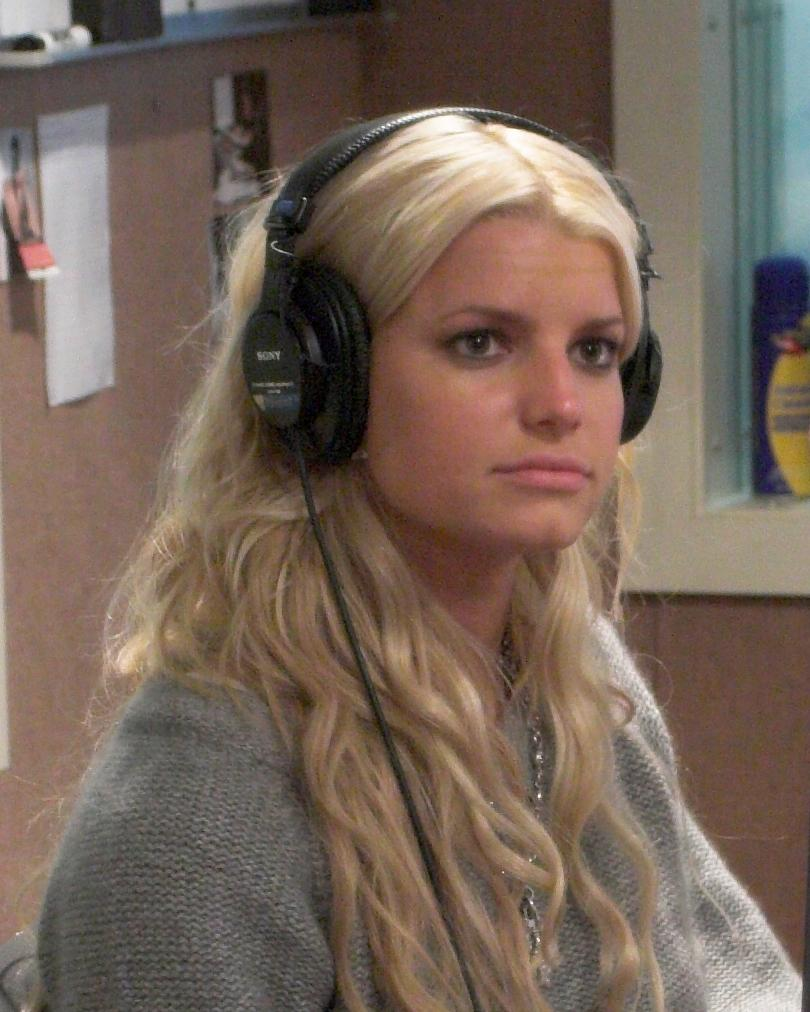
Jessica během rádiového rozhovoru v Seattlu

Během léta 2003 vyšla její třetí řadová deska In This Skin a také se na MTV začala objevoval reality show s názvem Newlyweds: Nick and Jessica, která se stala ihned fenoménem a páru získala nesmírnou popularitu. V pořadu vystupovala v Nickem Lacheyem, kterého si v roce 2002 vzala za manžela.
30. března 2004 se jí dostalo největší pocty, zazpívala si americkou národní hymnu, později v létě získala jejich reality show tři prestižní ocenění na Teen Choice Awards.
Bohužel se za celé čtyři série reality show prezentovala jako klasická hloupá blondýnka, Amerika dlouho žila větou, kdy se svého manžela zeptala, zda je kuře opravdu kuře a není to náhodou ryba. Její ale mnohdy legrační názory a otázky vzbudily u diváků nadšené reakce a sledovanost byla čím dál vyšší.
V listopadu 2005 se objevila zpráva, že se Nick a Jessica rozešli. Jejich manželství bylo oficiálně ukončeno 30. června 2006.
V roce 2006 se také vrátila do nahrávacího studia, aby nahrála v pořadí už čtvrtou desku Public Affair.
Jejím partnerem se stal John Mayer, se kterým se rozešla v květnu 2007.

## Diskografie
- Sweet Kisses (1999)
- Irresistible (2001)
- This Is the Remix (2002)
- In This Skin (2003)
- Rejoyce: The Christmas Album (2004)
- A Public Affair (2006)
- Do You Know (2008)